# Dynamite Entertainment
Dynamite Entertainment es una editorial estadounidense de cómics fundada en 2004 por Nick Barrucci en Mount Laurel, Nueva Jersey, conocida por publicar adaptaciones de cómics de propiedades cinematográficas con licencia, como El Ejército de las tinieblas, Terminator y RoboCop; obras literarias con licencia o de dominio público como El Zorro, Drácula, Sherlock Holmes, Alicia en el país de las maravillas, Red Sonja, Tarzán y John Carter; cómics de superhéroes, incluidos Project Superpowers, que revivió personajes clásicos de dominio público; y cómics originales de propiedad del creador como The Boys.
Entre los creadores que han hecho cómics para Dynamite se encuentran Alex Ross, John Cassaday, Matt Wagner, Garth Ennis, Howard Chaykin y Frank Miller. Dynamic Forces, la distribuidora de Dynamite, se alió con Diamond Distribution en 2008, cuando Diamond adquirió los derechos de publicación de las versiones internacionales de los cómics de la editorial. Dynamite dejó a Diamond en 2025 tras la quiebra de esta distribuidora y se unió a Lunar Distribution, además de firmar un acuerdo con Simon & Schuster para distribuir sus novelas gráficas y otros artículos a un mercado más amplio.

## Historia
Dynamite Entertainment fue fundada por Nick Barrucci en 2004. Inicialmente publicó un solo cómic, Army of Darkness (El ejército de las tinieblas), una miniserie que era publicada a través de Devil's Due Publishing hasta que comenzó a publicar sus propios títulos ese mismo año. Tras dedicarse exclusivamente a publicar Army of Darkness, Dynamite publicó Red Sonja, comenzando con un #0 a un precio de 25 centavos de dólar estadounidense, el cual vendió 240 000 ejemplares. El #1 de Red Sonja, con un precio de portada de 2.99 dólares, vendió 100 000 ejemplares en pedidos iniciales, lo que le aseguró a la editorial una posición estable en la industria del cómic estadounidense. Para 2009, Dynamite publicaba entre 14 y 20 cómics y entre 2 y 10 colecciones al mes.
Dynamite se centra principalmente en adaptaciones de cómics de títulos con licencia, como Sherlock Holmes, El Llanero Solitario y Red Sonja. También publica títulos originales como Project Superpowers y cómics propiedad del autor como The Boys.
Entre sus adaptaciones se encuentran aquellas basadas en clásicos de la literatura como Alicia en el país de las maravillas, Drácula, y El Zorro; series de televisión como Xena: la princesa guerrera, Battlestar Galactica, y Buck Rogers; así como películas como Darkman, Il buono, il brutto, il cattivo, RoboCop, Highlander, y la franquicia Terminator.
Sus adaptaciones cinematográficas también incluyen las de monstruos clásicos como Drácula,  el Dr. Jekyll y Mr. Hyde, el monstruo de Frankenstein y el Hombre Lobo.[cita requerida]
La editorial construyó gradualmente su catálogo de novelas gráficas con títulos como American Flagg! de Howard Chaykin, reimpresiones de la serie Red Sonja de Marvel Comics y obras de creadores como Jim Starlin y Jae Lee.
Además de publicar crossovers de diversas propiedades como Terminator/RoboCop y Vampirella/Dracula: ¡Unholy!, Dynamite también ha producido crossovers de cómics de otras editoriales. Uno, titulado Monster War, se publicó a través de Image Comics en 2005 y consistió en varios títulos que enfrentaban a monstruos clásicos contra personajes publicados por Top Cow, tales como Witchblade, The Darkness, Magdalena y Tomb Raider. Otro crossover fue Red Sonja/Claw The Unconquered: Devil's Hands con DC Comics en 2006.
En febrero de 2007, Dynamite Entertainment adquirió los derechos de publicación de la serie The Boys, creada por Garth Ennis, después de que fue cancelado seis meses después de su publicación original por el sello WildStorm de DC Comics.
En 2009, Dynamite inició la publicación de nuevos cómics de El Fantasma de Lee Falk.
En 2010, Dynamite comenzó a publicar cómics basados en El Avispón Verde, comenzando con una miniserie escrita por Kevin Smith y seguida por Green Hornet: Year One, escrita por Matt Wagner, y una más escrita por Brett Matthews.
En mayo de 2010, Dynamite Entertainment adquirió el catálogo de la editorial Chaos! Comics, que incluía casi todas sus propiedades con la excepción del personaje Lady Death. Entre estas se encontraban los sellos editoriales Black Label Graphics e Infinity Comics, así como las propiedades Evil Ernie, Smiley The Psychotic Button, Chastity, Purgatori, Jade, Omen, Bad Kitty, Cremator y Lady Demon.
En octubre de 2013, Dynamite anunció el lanzamiento de una línea de cómics basados en títulos publicados originalmente por Gold Key Comics, comenzando con Magnus: Robot Fighter, The Occult Files of Doctor Spektor, Solar: Man of the Atom y Turok.
En julio de 2016, el autor Andy Mangels declaró en una entrevista para el New York Times que estaba escribiendo una nueva miniserie crossover en conjunto con DC Comics, Wonder Woman '77 Meets the Bionic Woman, en donde la versión de Lynda Carter de Mujer Maravilla se encontraría con Jaime Sommers, la superheroína cíborg interpretada por Lindsay Wagner en la serie de televisión de la década de 1970, The Bionic Woman. La serie se estrenó ese diciembre.
En julio de 2019, Sony Pictures Television y Amazon Studios estrenaron una adaptación a televisión de The Boys para Amazon Prime Video después de llegar a un acuerdo de licencia con Dynamite.
En 2022, Dynamite anunció un acuerdo con Disney para crear una nueva línea de cómics basada en sus propiedad. Entre estas se encontraron Gargoyles, con spin-offs que incluían un especial de Halloween y las miniseries Dark Ages y Quest; y Pato Darkwing con spin-offs que incluían títulos de Negaduck y Justice Ducks; así como títulos de villanos de Disney como Maléfica, Scar, Hades y Cruella de Vil. También publicó la primera serie de cómics de Lilo y Stitch y de The Nightmare Before Christmas.
En octubre de 2023, Dynamite anunció un acuerdo con Warner Bros. Discovery para crear una nueva línea de cómics de propiedades como ThunderCats, El Fantasma del Espacio, Jonny Quest, The Powerpuff Girls, El mago de Oz, Los Picapiedra y We Bare Bears. Para enero de Thundercats #1 había vendió más de 170 000 copias.
Después de que Diamond Entertainment se declaró en bancarrota en enero de 2025, dejó una deuda por obligaciones incumplidas que, de acuerdo con Dynamite, asciende a más de un millón de dólares; en julio de ese año, esta deuda y sus costos legales asociados le impidieron a la editorial pagar el salario de sus trabajadores.